# دسن مارکوی
دسن مارکوی (صربی: Dušan Marković؛ ۹ مارس ۱۹۰۶ – ۲۹ نوامبر ۱۹۷۴) یک بازیکن فوتبال اهل صربستان بود.